# Sindecano 1
Sindecano 1 (SDC, CD138, SYND1, syndecan ou SDC1) refere-se a um gene localizado no braço curto do cromossomo 2 (na espécie Homo sapiens) que codifica uma proteína transmembra (tipo I) heparan-sulfato proteoglicana, membro da família proteoglicana dos sindecanos.
Os sindecanos medeiam a ligação celular, sinalização celular e organização do citoesqueleto sendo que os receptores sindecanos são necessários para a internalização da proteína tat do retrovírus humano HIV-1.
A proteína sindecano-1 funciona como proteína integral da membrana celular e participa da  proliferação, migração e integração com a matriz celular via receptor para proteínas de matriz extracelular.
Alterações na expressão da sindecano-1 são encontradas em muitos diferentes tipos de tumores.
A expressão do CD138 nas células hematopoiéticas humanas está restrita aos plasmócitos na medula óssea normal. Os monócitos, linfócitos T e B do sangue periférico não são reativos ao CD138. As células das amigdalas e os precursores das células B na medula óssea também são negativos para o CD138.

## Leitura de apoio
- David G (1992). «Structural and functional diversity of the heparan sulfate proteoglycans». Adv. Exp. Med. Biol. 313: 69–78. PMID 1442271
- Jaakkola P, Jalkanen M (1999). «Transcriptional regulation of Syndecan-1 expression by growth factors». Prog. Nucleic Acid Res. Mol. Biol. 63: 109–38. PMID 10506830. doi:10.1016/S0079-6603(08)60721-7
- Wijdenes J, Dore JM, Clement C, Vermot-Desroches C (2003). «CD138». J. Biol. Regul. Homeost. Agents. 16 (2): 152–5. PMID 12144130
- Lories V, Cassiman JJ, Van den Berghe H, David G (1992). «Differential expression of cell surface heparan sulfate proteoglycans in human mammary epithelial cells and lung fibroblasts». J. Biol. Chem. 267 (2): 1116–22. PMID 1339431
- Vainio S, Jalkanen M, Bernfield M, Saxén L (1992). «Transient expression of syndecan in mesenchymal cell aggregates of the embryonic kidney». Dev. Biol. 152 (2): 221–32. PMID 1644217. doi:10.1016/0012-1606(92)90130-9
- Kiefer MC, Ishihara M, Swiedler SJ,;  et al. (1992). «The molecular biology of heparan sulfate fibroblast growth factor receptors». Ann. N. Y. Acad. Sci. 638: 167–76. PMID 1664683. doi:10.1111/j.1749-6632.1991.tb49027.x
- Ala-Kapee M, Nevanlinna H, Mali M,;  et al. (1990). «Localization of gene for human syndecan, an integral membrane proteoglycan and a matrix receptor, to chromosome 2». Somat. Cell Mol. Genet. 16 (5): 501–5. PMID 2173154. doi:10.1007/BF01233200
- Mali M, Jaakkola P, Arvilommi AM, Jalkanen M (1990). «Sequence of human syndecan indicates a novel gene family of integral membrane proteoglycans». J. Biol. Chem. 265 (12): 6884–9. PMID 2324102
- Sanderson RD, Lalor P, Bernfield M (1992). «B lymphocytes express and lose syndecan at specific stages of differentiation». Cell Regul. 1 (1): 27–35. PMC 361422. PMID 2519615
- Asundi VK, Carey DJ (1995). «Self-association of N-syndecan (syndecan-3) core protein is mediated by a novel structural motif in the transmembrane domain and ectodomain flanking region». J. Biol. Chem. 270 (44): 26404–10. PMID 7592855. doi:10.1074/jbc.270.44.26404
- Zhang L, David G, Esko JD (1995). «Repetitive Ser-Gly sequences enhance heparan sulfate assembly in proteoglycans». J. Biol. Chem. 270 (45): 27127–35. PMID 7592967. doi:10.1074/jbc.270.45.27127
- Barillari G, Gendelman R, Gallo RC, Ensoli B (1993). «The Tat protein of human immunodeficiency virus type 1, a growth factor for AIDS Kaposi sarcoma and cytokine-activated vascular cells, induces adhesion of the same cell types by using integrin receptors recognizing the RGD amino acid sequence». Proc. Natl. Acad. Sci. U.S.A. 90 (17): 7941–5. PMC 47263. PMID 7690138. doi:10.1073/pnas.90.17.7941
- Spring J, Goldberger OA, Jenkins NA,;  et al. (1994). «Mapping of the syndecan genes in the mouse: linkage with members of the myc gene family». Genomics. 21 (3): 597–601. PMID 7959737. doi:10.1006/geno.1994.1319
- Sneed TB, Stanley DJ, Young LA, Sanderson RD (1994). «Interleukin-6 regulates expression of the syndecan-1 proteoglycan on B lymphoid cells». Cell. Immunol. 153 (2): 456–67. PMID 8118875. doi:10.1006/cimm.1994.1042
- Maruyama K, Sugano S (1994). «Oligo-capping: a simple method to replace the cap structure of eukaryotic mRNAs with oligoribonucleotides». Gene. 138 (1-2): 171–4. PMID 8125298. doi:10.1016/0378-1119(94)90802-8
- Kokenyesi R, Bernfield M (1994). «Core protein structure and sequence determine the site and presence of heparan sulfate and chondroitin sulfate on syndecan-1». J. Biol. Chem. 269 (16): 12304–9. PMID 8163535
- Albini A, Benelli R, Presta M,;  et al. (1996). «HIV-tat protein is a heparin-binding angiogenic growth factor». Oncogene. 12 (2): 289–97. PMID 8570206
- Bonaldo MF, Lennon G, Soares MB (1997). «Normalization and subtraction: two approaches to facilitate gene discovery». Genome Res. 6 (9): 791–806. PMID 8889548. doi:10.1101/gr.6.9.791
- Kaukonen J, Alanen-Kurki L, Jalkanen M, Palotie A (1997). «The mapping and visual ordering of the human syndecan-1 and N-myc genes near the telomeric region of chromosome 2p». Hum. Genet. 99 (3): 295–7. PMID 9050911. doi:10.1007/s004390050360